# Майдан Перемоги (Тернопіль)
Майдан Перемоги (за Австро-Угорщини та Польщі — Загребелля, у радянський період — Площа Перемоги) — майдан у південно-західній частині Тернополя в мікрорайоні «Дружба».

## Історія
У 2012 році відремонтовано транспортну розв'язку навколо Майдану, на що витрачено майже 1 млн гривень. Частково змінено схему проїзду перехрестя. За рішенням сесії міської ради від 6 липня 2012 року тут планувалося також будівництво об'єктів соціально-культурного призначення.
У 2013 році з'явився проект будівництва торгово-розважального комплексу «Львівська брама», інформація про який вперше з'явилася в передачі «Особливий погляд» на «5 каналі». Але проти такого будівництва виступили мешканці прилеглих будинків та інші тернополяни.

## Вулиці
Від Майдану Перемоги беруть початок вулиці Львівська, Сергія Короля, Максима Кривоноса та Спадиста, закінчується вулиця Гетьмана Мазепи.

## Установи
На Майдані Перемоги розташовані:
- Тернопільська районна державна адміністрація (Майдан Перемоги, 1),
- Тернопільська районна рада (Майдан Перемоги, 1),
- корпус № 2 Тернопільського національного економічного університету, факультет обліку й аудиту (Майдан Перемоги, 3).

## Пам'ятники

### Пам'ятник Т-34
У 1969 році тут встановлено пам'ятник танку Т-34, демонтований у 1990-х (перевстановлений біля Старого Парку). Донині тернополяни називають Майдан Перемоги «біля танка».

## Транспорт
На Майдані — інтенсивний рух транспорту. Найближчі зупинки громадського транспорту на вулицях Львівській, Сергія Короля, Гетьмана Мазепи, Максима Кривоноса.
- Біля майдану на прилеглих вулицях зупиняються всі тролейбуси, які прямують з депо чи в депо, маршрутні —  2, 3, 5, 6.

- Автобуси: 1, 11, 12, 15, 16, 17, 19, 23, 25, 27, 29, 30, 31, 32, 33, 35, 40, 42, 49, 50.